# Steven Tharp
Pour les articles homonymes, voir Tharp.
Steven Tharp est un ténor américain.

## Discographie sélective
- Œuvres de Edward MacDowell sur le disque Complete Songs chez Naxos (1999)
- Œuvres de Paul Hindemith, Earl Kim, Arvo Pärt et Ralph Vaughan Williams sur le disque Melancholie chez Albany Records (2003)